# From Zero
From Zero è l'ottavo album in studio del gruppo musicale statunitense Linkin Park, pubblicato il 15 novembre 2024 dalla Warner e Machine Shop.
Il disco rappresenta la prima pubblicazione di materiale inedito da parte del gruppo a distanza di sette anni da One More Light, nonché la prima a figurare in formazione Emily Armstrong e Colin Brittain, subentrati rispettivamente a Chester Bennington e Rob Bourdon.
È stato riconosciuto con l'iHeartRadio Music Award all'album rock dell'anno ed è finito in lizza per un Fonogram Award, assieme a Papercuts - Singles Collection 2000-2023.

## Antefatti
Il 30 marzo 2024 Jay Gordon, frontman degli Orgy, ha rivelato in occasione di un'intervista con la radio statunitense KCAL-FM che i Linkin Park stavano programmando un ritorno sulle scene musicali con una nuova cantante, cercando di smentire il tutto una volta che la notizia ha fatto il giro del mondo. La voce relativa alla sostituzione di Chester Bennington con una cantante è stata in seguito confermata da un articolo di Billboard in cui veniva annunciata che l'agenzia WME stava ricevendo offerte per un potenziale tour del gruppo per il 2025.
Verso la fine di agosto sul sito dei Linkin Park è stato lanciato un conto alla rovescia di 100 ore, che una volta raggiunto lo zero ha ripreso ad aumentare il tempo fino a raggiungere nuovamente le 100 ore e lasciando come messaggio «sii parte di qualcosa. 5 settembre». In tal giorno il gruppo ha tenuto un concerto speciale a Los Angeles trasmesso anche in live streaming, dove ha eseguito per la prima volta dal vivo il singolo The Emptiness Machine e presentato Armstrong e Brittain rispettivamente come nuova cantante e nuovo batterista, oltre ad aver annunciato i vari dettagli relativi a From Zero.

## Descrizione
From Zero si compone di undici brani che spaziano principalmente tra sonorità alternative metal (The Emptiness Machine), hardcore punk (Casualty), rap rock e nu metal (Two Faced e IGYEIH), senza tralasciarne altri di stampo più elettropop (Overflow e Stained). Riguardo al significato del titolo, Mike Shinoda ha spiegato:
Come già operato con il precedente One More Light, il sestetto ha collaborato con autori esterni per gran parte dei brani, tra cui Bea Miller, Mike Elizondo e Teddy Swims. Quest'ultimo era stato inoltre preso in considerazione come possibile sostituto di Bennington prima che Armstrong venisse scelta definitivamente, tenendo anche alcune sessioni con i restanti componenti.

## Promozione

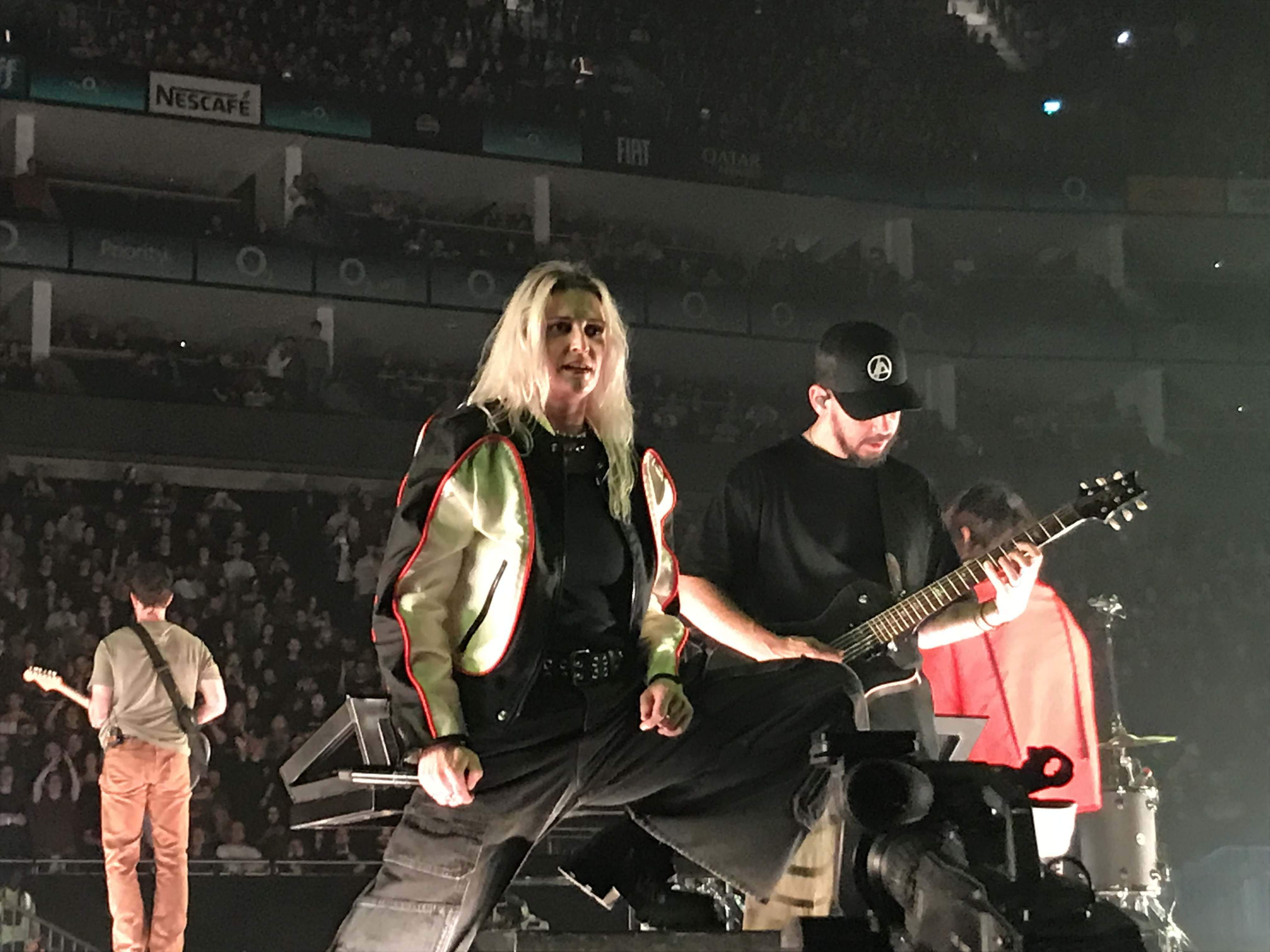
I Linkin Park in concerto a Londra il 24 settembre 2024

I vari dettagli dell'album sono stati rivelati il 5 settembre 2024 durante il sopracitato concerto speciale di Los Angeles, giorno in cui The Emptiness Machine è stato pubblicato come primo singolo insieme al relativo video musicale diretto da Joe Hahn. A distanza di circa una settimana è partito il From Zero World Tour sempre da Los Angeles, che ha visto il gruppo tenere un concerto di circa due ore in cui sono stati proposti i principali successi della loro carriera e alcuni brani raramente proposti dal vivo, come My December o Keys to the Kingdom (da The Hunting Party), il secondo dei quali mai suonato in passato. Al tour non ha preso parte il chitarrista Brad Delson, che ha rivelato di privilegiare l'attività in studio e dietro le quinte; è stato pertanto sostituito da Alex Feder.
In occasione del concerto di Amburgo il sestetto californiano ha presentato Heavy Is the Crown, pubblicato come secondo singolo due giorni più tardi e scelto inoltre come inno ufficiale del campionato mondiale di League of Legends.
Il terzo singolo estratto è stato Over Each Other, accompagnato da un video girato nuovamente da Hahn e ambientato a Seul. L'8 novembre, durante l'esibizione a Dallas, il gruppo ha presentato un'altra traccia dell'album, Casualty. Il 13 novembre, a distanza di due giorni dall'uscita del disco, è stato pubblicato il quarto singolo Two Faced.
Durante il 2025 il gruppo ha proseguito il From Zero World Tour, le cui prime date si sono svolte tra gennaio e febbraio in Messico, Giappone e Indonesia, posti in cui sono stati eseguiti per la prima volta dal vivo altri due brani dell'album, Overflow e Good Things Go. Poco prima dello svolgimento della tappa statunitense fissata ad aprile, il sestetto ha reso disponibile i singoli inediti Up from the Bottom e Unshatter, entrambi volti ad anticipare l'edizione deluxe di From Zero, la cui pubblicazione è avvenuta il 16 maggio seguente insieme al singolo Let You Fade.
Il 31 maggio 2025 si sono esibiti all'Allianz Arena di Monaco in occasione della finale della UEFA Champions League 2024-2025 disputata tra Paris Saint-Germain e Inter, proponendo un medley tra The Emptiness Machine, In the End, Numb, Up from the Bottom e Heavy Is the Crown.

## Accoglienza
| Recensione | Giudizio |
| ---------- | -------- |
| Newsic     | 7/10     |
| Ondarock   | 5/10     |
| Rockol     | 7,5/10   |

## Tracce
Testi e musiche dei Linkin Park, eccetto dove indicato.
1. From Zero (Intro) – 0:22
2. The Emptiness Machine – 3:10
3. Cut the Bridge – 3:48 (Linkin Park, Nick Long, Bea Miller)
4. Heavy Is the Crown – 2:47 (Linkin Park, Mike Elizondo)
5. Over Each Other – 2:50 (Linkin Park, Jon Green, Matias Mora)
6. Casualty – 2:20
7. Overflow – 3:31 (Linkin Park, Jaten Dimsdale, Mike Elizondo, Jake Torrey)
8. Two Faced – 3:03
9. Stained – 3:05 (Linkin Park, Cal Shapiro)
10. IGYEIH – 3:29 (Linkin Park, Nick Long)
11. Good Things Go – 3:29 (Linkin Park, Jake Torrey)

Tracce bonus nella Expanded Edition
1. The Emptiness Machine (Live) – 3:16
2. Heavy Is the Crown (Live) – 3:25 (Linkin Park, Mike Elizondo)
3. Over Each Other (Live) – 2:52 (Linkin Park, Jon Green, Matias Mora)

CD/LP bonus nell'edizione deluxe
1. Up from the Bottom – 3:03
2. Unshatter – 3:16 (Linkin Park, Jake Torrey)
3. Let You Fade – 3:28 (Linkin Park, Elijah Noll)
4. The Emptiness Machine (Live) – 3:18
5. Heavy Is the Crown (Live) – 3:26 (Linkin Park, Mike Elizondo)
6. Over Each Other (Live) – 2:52 (Linkin Park, Jon Green, Matias Mora)
7. Casualty (Live) – 2:56
8. Two Faced (Live) – 3:57

From Zero: A Cappellas + Instrumentals
1. From Zero (Intro) (A Cappella) – 0:22
2. The Emptiness Machine (A Cappella) – 3:05
3. Cut the Bridge (A Cappella) – 3:21 (Linkin Park, Nick Long, Bea Miller)
4. Heavy Is the Crown (A Cappella) – 2:18 (Linkin Park, Mike Elizondo)
5. Over Each Other (A Cappella) – 2:44 (Linkin Park, Jon Green, Matias Mora)
6. Casualty (A Cappella) – 2:19
7. Overflow (A Cappella) – 3:24 (Linkin Park, Jaten Dimsdale, Mike Elizondo, Jake Torrey)
8. Two Faced (A Cappella) – 2:34
9. Stained (A Cappella) – 2:57 (Linkin Park, Cal Shapiro)
10. IGYEIH (A Cappella) – 3:24 (Linkin Park, Nick Long)
11. Good Things Go (A Cappella) – 3:13 (Linkin Park, Jake Torrey)
12. The Emptiness Machine (Instrumental) – 3:10
13. Cut the Bridge (Instrumental) – 3:48 (Linkin Park, Nick Long, Bea Miller)
14. Heavy Is the Crown (Instrumental) – 2:47 (Linkin Park, Mike Elizondo)
15. Over Each Other (Instrumental) – 2:43 (Linkin Park, Jon Green, Matias Mora)
16. Casualty (Instrumental) – 2:20
17. Overflow (Instrumental) – 3:27 (Linkin Park, Jaten Dimsdale, Mike Elizondo, Jake Torrey)
18. Two Faced (Instrumental) – 2:59
19. Stained (Instrumental) – 3:05 (Linkin Park, Cal Shapiro)
20. IGYEIH (Instrumental) – 3:29 (Linkin Park, Nick Long)
21. Good Things Go (Instrumental) – 3:25 (Linkin Park, Jake Torrey)

## Formazione
Hanno partecipato alle registrazioni, secondo le note di copertina:
Gruppo
- Emily Armstrong – voce
- Colin Brittain – batteria, cori (traccia 3)
- Brad Delson – chitarra, pianoforte, cori (traccia 3)
- Phoenix – basso, cori (traccia 3)
- Joe Hahn – giradischi, campionatore, programmazione, cori (traccia 3)
- Mike Shinoda – voce, chitarra, tastiera, campionatore, programmazione

Produzione
- Mike Shinoda – produzione, ingegneria del suono, missaggio (traccia 1), direzione creativa
- Colin Brittain – coproduzione
- Brad Delson – coproduzione
- Ethan Mates – ingegneria del suono
- Emerson Mancini – mastering
- Neal Avron – missaggio (tracce 2, 5, 7, 9 e 11)
- Scott Skrzynski – assistenza al missaggio (tracce 2, 5, 7, 9 e 11)
- Rich Costey – missaggio (tracce 3, 4, 6, 8 e 10)
- Jeff Citron – assistenza al missaggio (tracce 3, 4, 6, 8 e 10)
- Mike Elizondo – produzione aggiuntiva (tracce 4 e 7)
- Matias Mora – produzione aggiuntiva (traccia 5)
- Frank Maddocks – direzione creativa, direzione artistica, grafica
- Joe Hahn – direzione creativa
- Josh Foster – copertina
- Brian Ziff – fotografia copertina
- James Minchin III – fotografia gruppo

## Successo commerciale
From Zero ha debuttato in vetta in oltre dieci nazioni, tra cui Australia, Austria, Belgio, Francia, Germania, Italia, Nuova Zelanda, Paesi Bassi, Regno Unito e Svizzera.
Negli Stati Uniti d'America l'album si è fermato al secondo posto, dietro a Golden Hour: Part.2 degli Ateez, con 97 000 unità vendute, di cui 72 000 vendite pure e 32,18 milioni di stream. Ha tuttavia dominato le varie classifiche rock stilate dalla suddetta rivista, tra cui la Top Rock Albums, la Top Alternative Albums e la Top Hard Rock Albums. Tutti i brani, ad esclusione di From Zero (Intro), hanno occupato le prime dieci posizioni della Hot Hard Rock Songs, traguardo mai raggiunto prima d'ora da un artista o gruppo musicale. A maggio 2025 le vendite negli Stati Uniti d'America ammontano a 383 000 unità.
In Germania ha esordito al primo posto della Offizielle Deutsche Charts, venendo certificato disco d'oro per le oltre 75 000 copie vendute, segnando il secondo più grande debutto nella nazione nel 2024, dietro a The Tortured Poets Department di Taylor Swift. I Linkin Park sono inoltre divenuti il primo gruppo in assoluto ad aver posizionato tre singoli nelle prime cinque posizioni della classifica singoli: The Emptiness Machine primo, Heavy Is the Crown terzo e Two Faced quinto. Anche nel Regno Unito ha riscontrato un ottimo successo, debuttando in cima alla rispettiva classifica (prima numero uno dai tempi del quinto album Living Things), vendendo 37 826 unità nella prima settimana di rilevazione. Ha inoltre dominato la vetta della Official Rock & Metal Chart per otto settimane consecutive. Nell'aprile 2025 è stato certificato disco d'oro dalla BPI per aver superato le 100 000 copie vendute.
In Australia From Zero è entrato in prima posizione nella ARIA Charts, la prima dai tempi di A Thousand Suns del 2010.

## Classifiche

### Classifiche settimanali
| Classifica (2024)                | Posizione massima |
| -------------------------------- | ----------------- |
| Argentina                        | 3                 |
| Australia                        | 1                 |
| Austria                          | 1                 |
| Belgio (Fiandre)                 | 1                 |
| Belgio (Vallonia)                | 1                 |
| Canada                           | 1                 |
| Croazia                          | 1                 |
| Danimarca                        | 2                 |
| Finlandia                        | 2                 |
| Francia                          | 1                 |
| Francia (rock & metal)           | 1                 |
| Germania                         | 1                 |
| Grecia                           | 8                 |
| Giappone                         | 9                 |
| Irlanda                          | 2                 |
| Islanda                          | 14                |
| Italia                           | 1                 |
| Lituania                         | 4                 |
| Norvegia                         | 2                 |
| Nuova Zelanda                    | 1                 |
| Paesi Bassi                      | 1                 |
| Polonia                          | 2                 |
| Portogallo                       | 1                 |
| Regno Unito                      | 1                 |
| Regno Unito (rock & metal)       | 1                 |
| Repubblica Ceca                  | 2                 |
| Slovacchia                       | 2                 |
| Spagna                           | 2                 |
| Stati Uniti                      | 2                 |
| Stati Uniti (alternative)        | 1                 |
| Stati Uniti (hard rock)          | 1                 |
| Stati Uniti (rock & alternative) | 1                 |
| Stati Uniti (rock)               | 1                 |
| Svezia                           | 3                 |
| Svizzera                         | 1                 |
| Ungheria                         | 1                 |

### Classifiche di fine anno
| Classifica (2024) | Posizione |
| ----------------- | --------- |
| Austria           | 3         |
| Belgio (Fiandre)  | 15        |
| Belgio (Vallonia) | 21        |
| Croazia           | 4         |
| Francia           | 35        |
| Germania          | 3         |
| Italia            | 94        |
| Paesi Bassi       | 75        |
| Polonia           | 40        |
| Portogallo        | 15        |
| Svizzera          | 5         |
| Ungheria          | 28        |

## Riconoscimenti
- iHeartRadio Music Awards
  - 2025 – Album rock dell'anno[81]